# نصرالله کسرائیان
نصرالله کسرائیان (۱۳۲۳ در خرم‌آباد، لرستان) عکاس ایرانی است. از او به عنوان پدر عکاسی قوم‌شناسی و مردم‌نگاری ایران نام می‌برند.

## زندگی
نصرالله کسراییان در سال ۱۳۲۳ در خرم‌آباد به دنیا آمد. پدرش کتابفروشی داشت و این سبب می‌شد که کتابهای زیادی جهت مطالعه در دسترس نصرالله بود. از سال ۱۳۴۵ عکاسی را آغاز کرد. فارغ‌التحصیل رشته حقوق از دانشگاه تهران است. او به مدت چهار سال از سال۱۳۵۰ تا ۱۳۵۴ زندانی سیاسی بود و طی این سال‌ها توانست در زمینه عکاسی مطالعات فراوانی انجام دهد.

کسرائیان با زیبا عرشی، جامعه‌شناس ازدواج کرده و دارای ۳ فرزند است. وی هم‌اکنون ساکن تهران است.
کسرائیان با سفر به نقاط مختلف ایران و عکس برداری آنها را در مجموعه‌هایی مختلف منتشر کرده‌است. برخی از آثار مهم وی عبارت است از مجموعه عشایر ایران و کتاب تخت جمشید که با همکاری مهرداد بهار جمع‌آوری شده‌است. کسرائیان همچنین در مجله ژنو نیز فعالیت می‌کند.

### مجموعه عکس
- زندگی (۱۳۶۰)
- از کودکی (۱۳۶۳)
- تجربه
- سفر بی پایان
- سرزمین ما، ایران (۱۳۶۹)
- ترکمنهای ایران (۱۳۷۰)
- دماوند (۱۳۷۱)
- اصفهان (۱۳۷۱)
- عشایر ایران (۱۳۷۲)
- کردستان (۱۳۷۲)
- تخت جمشید (۱۳۷۲)
- تهران (۱۳۷۳)
- شمال (۱۳۷۴)
- جنوب (۱۳۷۶)
- طبیعت ایران (۱۳۷۸)
- ماسوله (۱۳۸۰)
- ابیانه (۱۳۸۰)
- بلوچستان (۱۳۸۱)
- معماری ایران (۱۳۸۲)
- درنگ (۱۳۸۴)
- برکناره (۱۳۸۴)
- گذار (۱۳۸۶)

### ترجمه
- کتاب " تکنیک عکاسی " نوشته‌ی آندریاس فی نینگر
- کتاب شعر " چه روزگار دوست داشتنی کثافتی "

نوشته‌ی چارلز بوکوفسکی

## نمایشگاه و جوایز
نمایشگاه‌های کسرائیان در ایران، انگلستان، فرانسه، اتریش، سوئد، کانادا، هلند، بلژیک و ایالات متحده برپا شده‌است.

وی همچنین چند جایزه بین‌المللی نیز دریافت کرده‌است.